# Daiki Umei
Daiki Umei (født 5. oktober 1989) er en japansk fodboldspiller, som spiller for den japanske fodboldklub SC Sagamihara.